# Kalan Eylgah
Kalan Eylgah é uma cidade na província de Badaquexão, situada no nordeste do Afeganistão.